# سیارک ۹۳۸۸
سیارک ۹۳۸۸ (به انگلیسی: 9388 Takeno، نامگذاری:1994EH2)۹۳۸۸مین سیارک کشف شده‌است که در ۱۰ مارس ۱۹۹۴ کشف شد.